# Parlament ECOWAS
Parlament Wspólnoty (ang. Community Parliament, fr. Parlament de la Communaute) znany też jako Parlament ECOWAS, Parlament WAEMU – instytucja Wspólnoty Gospodarczej Państw Afryki Zachodniej.

## Kompetencje
Zajmuje się uchwalaniem Rezolucji, których wykonywaniem zajmują się pozostałe instytucje wspólnotowe. Uchwala budżet organizacji, nadzoruje pracę instytucji ECOWAS. Delegaci wybierają ze swego grona marszałka na 4-letnią kadencję.
Parlament jest uprawniony do rozpatrywania kwestii dotyczących praw człowieka, podstawowych swobód obywatelskich, energii, systemy telekomunikacyjne, mediów (radio, telewizja).
Może prowadzić konsultacje z zakresu opieki zdrowotnej, edukacji.
Domyślnie wybory do parlamentu mają być powszechne i bezpośrednie. Podczas ostatniej sesji III kadencji posłowie wzywali do wzmocnienia roli tej instytucji na wzór Parlamentu Europejskiego. Ma m.in. posiadać uprawnienia ustawodawcze.

## Historia i siedziba
Ustanowiony na mocy art. 6 i 13 Traktatu Przeglądowego z 1993 r. Kompetencje określa Protokół z Abudży z dnia 6.08.1994 r.
Sekretariat znajduje się w Abudży w stolicy Nigerii. Miasto zostało wybrane na siedzibę podczas 25 międzyrządowej sesji ECOWAS w grudniu 2001 r. Sesje plenarne odbywają się rotacyjnie w stolicach państw członkowskich. Współpracuje z innymi parlamentami krajowymi i ponadnarodowymi.
W Abudży działa 9 stałych komitetów:
- Administracji,	finansów, kontroli budżetu i audytów
- Rolnictwa,	środowiska, gospodarki wodnej i zrównoważonego rozwoju
- Komunikacji	i technologii informacyjnych
- Ekonomii	i sektora prywatnego
- Edukacji,	nauki i technologii
- Zdrowia	i służb społecznych
- Infrastruktury,	energii, kopalń i przemysłu
- Zatrudnienia,	młodzieży, sportu i kultury
- Handlu,	ceł i swobodnego przemieszczania

W kwietniu 2018 roku 4 komitety ds.:
- Płci,	równouprawnienia kobiet i opieki społecznej
- Praw	człowieka, ochrony dzieci
- Prawa	i sądownictwa
- Polityki,	pokoju i bezpieczeństwa

zostały przeniesione z Nigerii do nowej siedziby w Dakarze w Senegalu.

### Marszałkowie
Ali Nouhoum Diallo - urząd w latach 2000-2005 (kraj pochodzenia Mali)
Mahamane Ousmane - 2006-2010 (Niger)
Ike Ekweremadu - 2011-2015 (Nigeria)
Moustapha Cisse Lo - 2016-2020 (Senegal)
Sidie Mohamed Tunis - 2020-2024 (Sierra Leone)
Memounatou Ibrahima - 2024-2028 (Togo)

## Skład
W parlamencie zasiada 97 delegatów VI kadencji. Każdy kraj ma zagwarantowane minimum 5 mandatów.